# Hasliberg
Hasliberg és un municipi del cantó de Berna (Suïssa), situat al districte d'Oberhasli.